# سدلتس (ناحیه لیتومیریتسه)
سدلتس (به چکی: Sedlec) یک منطقهٔ مسکونی در جمهوری چک است که در ناحیه لیتومیریتسه واقع شده‌است. سدلتس ۳٫۹۹ کیلومتر مربع مساحت و ۱۸۸ نفر جمعیت دارد و ۱۹۸ متر بالاتر از سطح دریا واقع شده‌است.